# Janka András
Janka András (Cigánd, 1919. június 16. – Pilisvörösvár, 2012. december 31.) tanító, katonatiszt, akit az 1956-os forradalom idején történt tevékenységei miatt többször is elítéltek.

## Életútja
1919. június 16-án született egy ötgyermekes családban, a Zemplén vármegyei Cigándon. Édesapja községi jegyző volt, édesanyja háztartásbeli. Elemi iskoláit szülőfalujában végezte el, majd 1930 szeptemberétől a Sárospataki Református Gimnáziumban tanult tovább. Tanítói oklevelet is Sárospatakon, a Tanítóképzőben szerzett.
Pedagógusi hivatásának gyakorlását 1939 szeptemberében kezdte meg Alsóberekben, de októberben máris katonai szolgálatra kellett bevonulnia Kassára. 1940. szeptember 1-jén részt vett az Erdélyi bevonuláson.
Az 1941 októberében történt leszerelését követően hivatásos katona lett majd a következő év februárjában áthelyezték Budapestre, ahol különböző hadiüzemekben szolgált.
1944 elején hadnagyként Nagybányára került az Állami Ércbányászathoz. Feladata a pengő aranyfedezetének biztosítása volt. Októberben a szovjet csapatok előrenyomulása következtében visszakerült Budapestre. 1945. február 11-én a Budai gyűrűben szovjet fogságba esett. Fogolyként megjárta Uszman, Voronyezs és Kijev lágereit. 
Öt év hadifogság után 1950 decemberében érkezett haza Magyarországra. Az akkori kommunista hatóság letartóztatta, és 1953. szeptember 16-ig Kazincbarcikára internálta. Sztálin halála után Nagy Imre kormánya felszámolta a lágereket, és Janka Andrással hivatalosan közölték, hogy tévedésből volt bezárva. Tiszti rendfokozatától megfosztották majd rendőri felügyelet alá helyezték. Később Sárospatakon a Földhivatalnál, majd a Vízügyi Igazgatóságon kapott munkát.
Tanítói hivatásának gyakorlására az 1954-55-ös iskolai tanévben, szülőfalujában kapott újra lehetőséget. Ekkor ismerkedett meg későbbi feleségével, a pilisvörösvári születésű Vachaja Katalinnal.
1956-ban, október 23-át követően szülőfalujában, Cigándon is voltak forradalmi megmozdulások, s ekkor jegyzőként választották be a Munkástanácsba. 
A nagygyűlésen beszédet is mondott, s jegyzőként sikerült minden törvénytelenséget megakadályoznia.
A forradalom és a szabadságharc bukása után, 1957. április 1-jén egy tanártársával együtt letartóztatták. Nyilvános tárgyaláson izgatás bűntettében bűnösnek találták, majd két és fél év börtönre ítélték. Az ítéletet a fellebbezési tárgyaláson két évre módosítottak. Büntetését Márianosztrán töltötte le. A börtönből 1959. április 1-jén szabadult. Az elhelyezkedésre Borsod-Abaúj-Zemplén megyében nem volt esélye. Hosszú keresgélés után először segédmunkásként dolgozott a Budapesti Szerszámgépgyárban, de alighogy felvette a munkát, a munkahelyén megjelent  a nyomozóhatóság és közölték vele, hogy minden lépéséről tudni akarnak.
1959. június 16-án, (40. születésnapján) feleségül vette Vachaja Katalin tanítónőt, aki akkor már Pilisvörösváron tanított. A pedagógus pályára 1963 szeptemberében térhetett vissza. Ekkor helyezkedett el a pilisvörösvári Templom Téri Általános Iskolában, ahol nyugdíjba vonulásáig oktatott és nevelt. 
1979-ben nyugdíjba vonult, de aktívan tanított tovább még tíz éven át. 2012. december 31-én hunyt el, életének 94. évében.

## Rehabilitációja, kitüntetései
Emberi helytállásáért több elismerésben is részesült. 1989. június 16-án Nagy Imre és társai újratemetésén őrként állhatott Maléter Pál koporsójánál. 1994. június 30-án Für Lajos honvédelmi miniszter visszaadta a hadnagyi rendfokozatát, s egyben ezredessé nevezte ki. 2001. október 23-án a parlamentben Orbán Viktor miniszterelnök jelenlétében Mádl Ferenc köztársasági elnöktől vehette át a Magyar Köztársaság Ezüst Érdemkereszt kitüntetést. 
2007-ben Pilisvörösvár díszpolgári címét adományozták neki, a város lakosságának érdekében kifejtett kiemelkedő és önzetlen közösségi munkájának és pedagógiai munkájának elismeréseként.